# Jorge Jil
Jorge Jil Herrera es un trabajador social, técnico en contabilidad y político chileno. Desde octubre de 2019 se desempeña como alcalde de la comuna de Olmué.

## Biografía
Es oriundo de la comuna de Olmué. Cursó su enseñanza básica en la Escuela Básica Lo Narváez hasta sexto básico y posteriormente siguió sus estudios en el Colegio Ignacio Carrera Pinto de Olmué. Su enseñanza media la cursó en el Liceo Comercial de Quilpué, egresando como técnico en contabilidad. Tras la pérdida de sus padres, comenzó a trabajar en diversos oficios para financiar sus estudios.
Participó como dirigente deportivo en el Club Deportivo El Aromo de Olmué, y también fue dirigente social, presidiendo la Junta de Vecinos La Gruta.
En 2024 se tituló como trabajador social en el Instituto Profesional AIEP.

## Carrera política
Luego de sus experiencias como dirigente vecinal, decide postular como candidato a concejal de Olmué en las elecciones de 2016, en un cupo del Partido Regionalista Independiente, siendo electo con el 2.78% de los votos.
En 2019 es elegido por el Concejo Municipal para encabezar la Ilustre Municipalidad de Olmué, tras la renuncia de Macarena Santelices.A mediados de ese año había comenzado su militancia en el Partido Humanista, perteneciente al conglomerado Frente Amplio.
En las elecciones municipales de 2021 fue electo como alcalde de la comuna, obteniendo el 50,51% de los votos. En la ocasión señaló que “ganó una nueva forma de hacer política”.
En 2024 fue reelecto como edil de Olmué, esta vez con el 41,59% de los votos.

## Historial electoral
| Año  | Tipo        | Territorio | Pacto          | Partido | Votos | %     | Resultado |
| ---- | ----------- | ---------- | -------------- | ------- | ----- | ----- | --------- |
| 2016 | Municipales | Olmué      | Chile Vamos    | PRI     | 208   | 2.78  | Concejal  |
| 2021 | Municipales | Olmué      | Dignidad Ahora | PH      | 3 380 | 50.51 | Alcalde   |
| 2024 | Municipales | Olmué      | Independiente  | IND     | 5 898 | 41.59 | Alcalde   |